# Hotel Diablo
Hotel Diablo es el cuarto álbum de estudio del músico estadounidense Machine Gun Kelly. Fue lanzado el 5 de julio de 2019 a través de Bad Boy Records e Interscope Records. El álbum está respaldado por cuatro sencillos: "Hollywood Whore", "El Diablo", "I Think I'm Okay" con Yungblud y Travis Barker, y "Glass House" con Naomi Wild, con el sencillo promocional FLOOR 13. El disco es un álbum de rap rock y sigue menos de 10 meses después del Binge (EP) de septiembre de 2018. La producción del álbum también incluyó al líder de Foster the People, Mark Foster.
Debutó en el número cinco en el Billboard 200 de los Estados Unidos. El álbum ha recibido críticas generalmente positivas. Líricamente, las canciones abordan problemas con las drogas, luchas familiares infantiles, entre otros temas. También contiene referencias a otros artistas, como los raperos Mac Miller, Lil Peep y Nipsey Hussle, y el vocalista principal de Linkin Park, Chester Bennington.

## Sencillos
El primer sencillo fue "Hollywood Whore", lanzado el 17 de mayo de 2019. El video musical, dirigido por Jordan Wozy, fue lanzado el 29 de mayo de 2019. El contenido lírico de la canción describe la industria de la música y cómo puede manipular a los artistas.
El segundo sencillo, "El Diablo", fue lanzado el 31 de mayo de 2019. El video musical, dirigido por Snuffy.NYC y Jimmy Regular, fue lanzado el 25 de julio de 2019. La canción es una mención de todas las personas que pensaron que MGK la carrera se estaba "cayendo" debido a la disputa entre MGK y Eminem. También expresa sus pensamientos sobre las personas que MGK cree que "tomaron crédito y se hicieron famosos".
El tercer sencillo, "I Think I'm Okay", fue lanzado el 7 de junio de 2019. Kelly lanzó la canción con Travis Barker y Yungblud. El video musical, dirigido por Andrew Sandler, fue lanzado el 14 de junio de 2019.
El cuarto sencillo, "Glass House" fue lanzado el 5 de julio de 2019. Cuenta con las voces de Naomi Wild. Sus temas líricos revelan luchas mentales y problemas de drogas, y estar "solo en una casa de cristal".

## Lista de canciones
| N.º | Título                                            | Producer(s)       | Duración |  |
| 1.  | «Sex Drive»                                       | Foster            | 2:03     |  |
| 2.  | «El Diablo»                                       | Ronny J           | 2:26     |  |
| 3.  | «Hollywood Whore»                                 | BazeXX            | 3:23     |  |
| 4.  | «Glass House» (con Naomi Wild)                    | Lustig            | 3:21     |  |
| 5.  | «Burning Memories» (con Lil Skies)                | Lustig            | 3:36     |  |
| 6.  | «A Message from the Count»                        |                   | 0:37     |  |
| 7.  | «Floor 13»                                        | SlimmXX           | 3:14     |  |
| 8.  | «Roulette»                                        | Cook Classics     | 3:02     |  |
| 9.  | «Truck Norris Interlude»                          | BazeXX            | 0:52     |  |
| 10. | «Death in My Pocket»                              | BazeXX            | 2:59     |  |
| 11. | «Candy» (con Trippie Redd)                        | Anton Göransson   | 2:36     |  |
| 12. | «Waste Love» (con Madison Love)                   | Cook Classics     | 3:16     |  |
| 13. | «5:3666» (con Phem)                               | Lustig            | 3:14     |  |
| 14. | «I Think I'm Okay» (con Yungblud y Travis Barker) | Machine Gun Kelly | 2:49     |  |

## Posicionamiento en lista
| Lista (2019)                            | Posiciones |
| --------------------------------------- | ---------- |
| Alemania (Media Control Charts)         | 75         |
| Australia (ARIA)                        | 26         |
| Austria (Ö3 Austria)                    | 37         |
| Bélgica (Ultratop flamenca)             | 83         |
| Canadá (Billboard Canadian Albums)      | 6          |
| República Checa (ČNS IFPI)              | 17         |
| Países Bajos (Album Top 100)            | 30         |
| Finlandia (Suomen Virallinen Lista)     | 31         |
| Irlanda (IRMA)                          | 54         |
| Italia (FIMI)                           | 96         |
| Latvian Albums (LAIPA)                  | 7          |
| Lithuanian Albums (AGATA)               | 9          |
| Nueva Zelanda (Recorded Music NZ)       | 23         |
| Noruega (VG-lista)                      | 22         |
| Escocia (Scottish Albums Chart)         | 80         |
| Suecia (Sverigetopplistan)              | 55         |
| Suiza (Schweizer Hitparade)             | 36         |
| Reino Unido (UK Albums Chart)           | 43         |
| Estados Unidos (Billboard 200)          | 5          |
| Estados Unidos (Top R&B/Hip-Hop Albums) | 4          |